# Кубок Украины по мини-футболу 1993/1994
Кубок Украины по мини-футболу 1993/94 — розыгрыш национального кубка Украины по мини-футболу, который состоялся в конце 1993 — начале 1994 года и завершился победой днепропетровского клуба «Нике».
Зональные отборочные соревнования прошли в различных городах Украины. Лучшие команды из каждой зоны получили право участия в финальном турнире. Победителями региональных отборочных стали: в Запорожье — «Надежда» (Запорожье), в Харькове — «Инга» (Харьков), во Львове — «Механизатор» (Днепропетровск), в Одессе — «Локомотив» (Одесса), в Донецке — «Донбасс» (Донецк), в Кременчуге — «Водеяр» (Кременчуг), в Киеве — «СКИФ-Силекс» (Киев).
К семёрке лучших команд присоединился днепропетровский «Нике», принимавший финальный турнир, проходивший в местном спорткомплексе ДХТИ с 29 января по 2 февраля 1994 года. Финалисты были разбиты на две группы по четыре команды. Соревнования проходили по круговой системе. Лучшие две команды из групп А и Б проходили в полуфиналы, а победители — играли в финале.
Победителями группы А стали «Нике» и «СКИФ-Силекс», оставившие позади себя «Локомотив» и «Донбасс». В группе Б лучшими стали «Надежда» и «Механизатор», а за бортом полуфинала остались «Водеяр» и «Инга». В первом из полуфиналов «Надежда» обыграла «СКИФ-Силекс» со счётом 3:0, во втором «Нике» одолел «Механизатор» 5:4. Финальный матч завершился победой «Нике» со счётом 5:1, голы на счету Алексея Ерёменко, Михаила Уфимцева (дубль), Сергея Федоренко и Сергея Заровнятных.
Кубок Украины и медали победителям вручил президент ФМФУ Геннадий Лисенчук. Обладателями трофея стали Евгений Заикин, Виктор Бицюра, Алексей Ерёменко, Виктор Консевич, Михаил Уфимцев, Сергей Федоренко, Сергей Заровнятных, Юрий Миргородский, Сергей Москалюк, Александр Москалюк и Сергей Художилов. Тренеры команды — Иван Евгеньевич Вишневский и Александр Васильевич Лизавенко.
Индивидуальные призы получили: лучший бомбардир — Андрей Скоморохов («Механизатор»), лучший вратарь — Александр Кондратенко («СКИФ-Силекс»), лучший защитник — Юрий Миргородский («Нике»), самый техничный игрок — Александр Яценко («Надежда»), автор лучшего гола — Александр Москалюк («Нике»). Специальные призы также получили Владимир Елизаров («Механизатор») — за верность команде, а также Сергей Усаковский («СКИФ-Силекс») — за сделанный хет-трик. Лучшим арбитром турнира стал Юрий Корбут.